# スーパーマッシュパーティー
スーパーマッシュパーティーは、吉本興業（東京本社）に所属していたお笑いコンビ。2011年9月結成。NSC東京校11期生。2013年解散。解散後は二人共にYouTubeで活動している。

## メンバー
解散後の個人活動は各々のページを参照。
- レオ（1986年11月18日 - ）
  - ボケ担当(ネタによってはツッコミ)、立ち位置は右。
  - 身長176cm、体重59kg、血液型はA型。
  - 福島県福島市出身。
  - 趣味はサッカー観戦。
  - 特技はヘアスタイリング。
  - マヂカルラブリーの野田と仲が良い。
  - ギャングKとトルネードポップコーンというコンビをSMP解散後に組んでいた。
  - その後YouTubeに「Leo the football TV」というチャンネルを開設し、サッカー解説動画を毎日投稿。

- ちゃま（ちゃまくん、1986年6月6日 - ）本名、大牟禮 要。
  - ツッコミ担当(ネタによってはボケ)、立ち位置は左。
  - 身長170cm、体重97kg、血液型はAB型。
  - 長崎県出身。
  - 趣味は音楽鑑賞、人間観察、ゲーム。
  - 特技は悩み相談。
  - 髪型はマッシュルームカット。
  - ちゃまくんの由来は小学生の時のあだ名で、『おぼっちゃまくん』から。
  - SMP結成をきっかけにちゃまくんからちゃまへと改名した。
  - 現在はYouTubeでおもにサッカーゲームの実況をしている。(2020年11/11日現在チャンネル登録者約102000人) SMPのmixiアカウントをもっている。mixiキーワードは「SMP」。

## ネタ
- 主に漫才。
- コンビ名を言うときは「スーパー」「マッシュ」「「パーティーです」」と二人で分担する。順番はちゃま→レオ→SMPの2人。
- コント漫才のときはちゃまがネタフリ(？)をしてレオが「お任せあれ」と言ってコント部分が始まる。

## 逸話
- 二人の出会いはNSC。2005年 - 2011年にレオが組んでいたバウンサーが2011年8月20日にバウンサートークライブにて解散を発表。
同年9月6日の渋谷ばちーんんんJumpライブの『バウンサー解散!ラストステージ!!』で解散。
同月8日にレオがブログ『バウンサーレオの「スタイリッシュにいこう」』にてスーパーマッシュパーティー結成を報告。
- 2013年4月3日付のレオのブログにて、解散が発表された。[1]ちゃまはピン芸人に戻り、レオの今後はまだ決まっていないという。